# Merodon hurkmansi
Merodon hurkmansi är en tvåvingeart som beskrevs av Marcos-garcia, Vujic och Ximo Mengual 2007. Merodon hurkmansi ingår i släktet narcissblomflugor, och familjen blomflugor.
Artens utbredningsområde är Algeriet. Inga underarter finns listade i Catalogue of Life.